# Calopsis viminea
Calopsis viminea là một loài thực vật có hoa trong họ Restionaceae. Loài này được (Rottb.) H.P.Linder mô tả khoa học đầu tiên năm 1985.